# فيتالي كوزنيتسوف
فيتالي كوزنيتسوف (بالروسية: Кузнецов, Виталий Вячеславович)‏ (21 فبراير 1986 - ) هو لاعب كرة قدم روسي في مركز الوسط. لعب مع بالتيكا كالينينغراد ونادي أحمد غروزني وWarkauden Jalkapalloklubi ‏.

## وصلات خارجية
- فيتالي كوزنيتسوف على موقع قاعدة بيانات كرة القدم.إي يو (الإنجليزية)